# Margarete Schell
Margarete Schell (24. května 1911 v Praze – 22. června 1969 v Emmendingen, Spolková republika Německo) byla pražská německá divadelní a rozhlasová herečka, autorka rozhlasových her a publicistka. Autorka deníku z československého internačního tábora (1945–1946).

## Životopis

### První republika

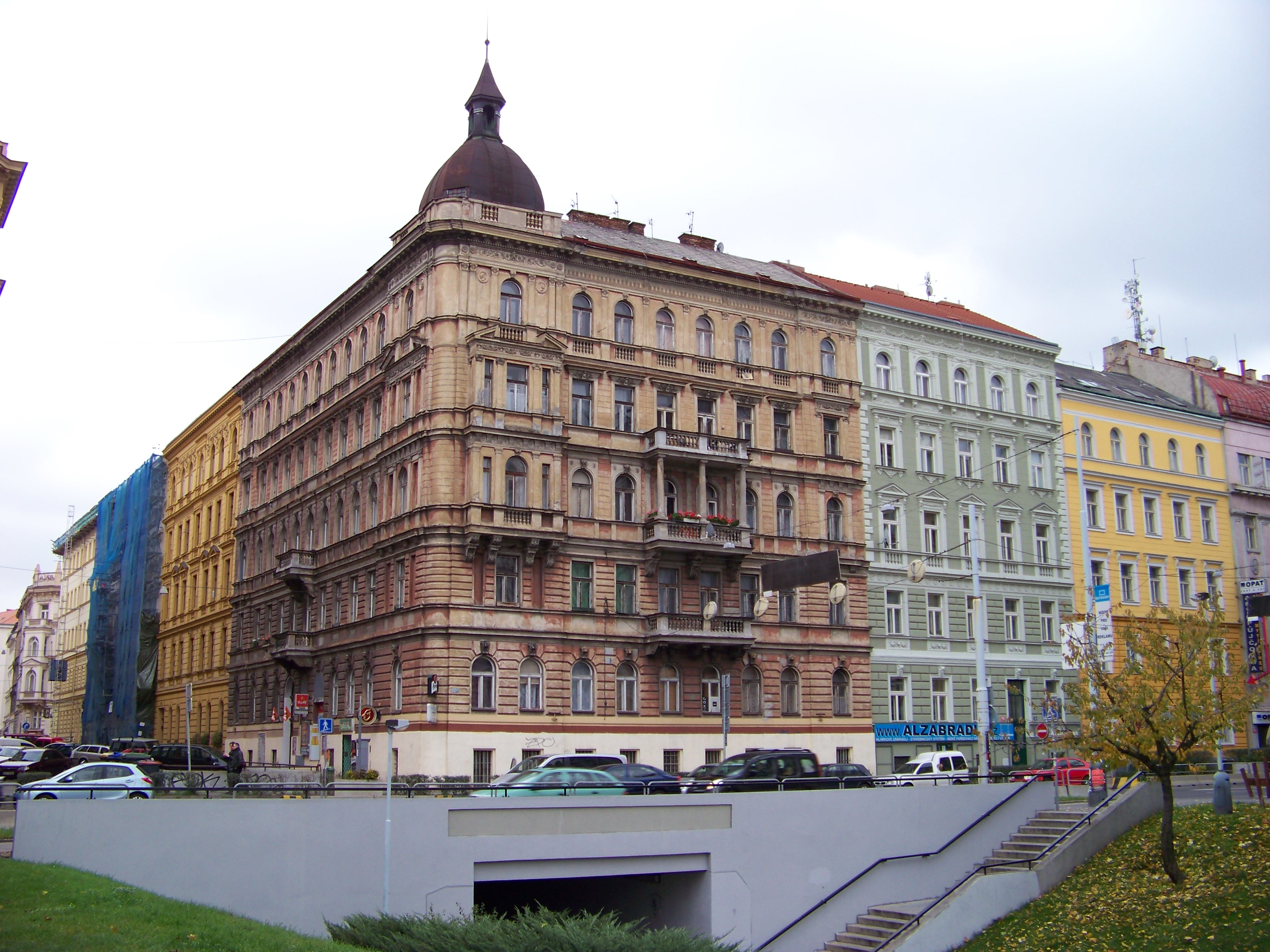
Rodný dům Margarete Schell (podoba v roce 2012).

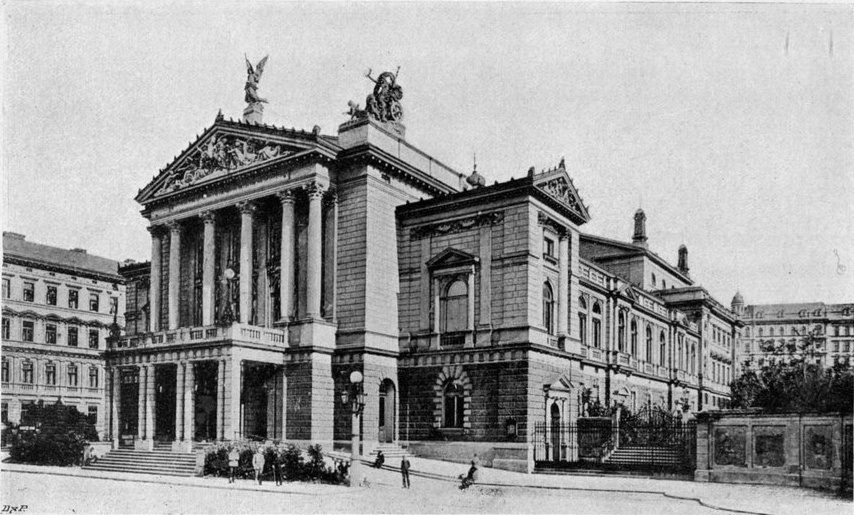
Neues Deutsches Theater v Praze (asi v roce 1907).

Narodila se jako Margareta Valerie Schell 24. května 1911 v Praze na Novém Městě v rodině velkoobchodníka kávou Simona Schella, původem z Rožmberka (* 1854), a Hermine roz. Lisonek, původem z Vídně (* 1889). Rodiče se roku 1920 rozvedli, roku 1922 se matka podruhé vdala za velkoobchodníka Aloise Hanticha, původem z Hoštky (* 1894). Margarete absolvovala čtyři třídy německého reálného gymnázia a poté soukromý kurz herectví. Ještě před dovršením 16 let nastoupila v únoru 1927 jako elévka činohry do Neues Deutsches Theater v Praze. Někteří pražští němečtí kritici v ní brzy rozpoznali výrazný talent: „Zde jsme se (...) setkali se skutečnou divadelní krví, radost ze hry vychází ze srdce a pojí se s výraznými mimickými i mluvními prostředky.“ Působila zde do konce sezóny 1928–1929 a vytvořila 30 rolí, zpočátku dětských a malých, později i hlavních (Wendla Bergmann v Probuzení jara Franka Wedekinda, Lena v Büchnerově hře Leonce a Lena aj.). V „Dokumentaci“ od Elišky Frejkové je přitom v souvislosti s ní zmínka pouze o roli Leny a chybný údaj o odchodu z divadla po sezóně 1927–1928. Od následující sezóny postupně vystřídala angažmá u několika německých divadel: Vereinigte Stadttheater Nürnberg – Fürth (1929–1930), Stadttheater Gladbach-Rheydt (1930–1931), Stadttheater Plauen (1931–1933) a podle vlastního životopisu i v divadle Theater am Nollendorfplatz v Berlíně. Roku 1934 se vrátila do ČSR a začala, patrně externě, spolupracovat jako rozhlasová herečka a hlasatelka s německým vysíláním Radiojournalu. Podle programů německého vysílání, tištěných v československých německojazyčných novinách, se podílela na celé řadě rozhlasových inscenací a podle dalších zdrojů úspěšně moderovala i jiné pořady. V tomto období se také etablovala jako autorka nebo spoluautorka rozhlasových her: pohádka Das papierene Schloß (1934) (o rok později ji živě odehrálo divadlo v Jablonci nad Nisou), komedie Schwalbe inseriert (1936) a Schule für Charme (1938). Z té doby pocházejí také krátké povídky Das große Glück a Zwei gehen auseinander, publikované v denním tisku. Podle policejní lustrace, kterou si kvůli uzavření trvalého pracovního poměru nechal vypracovat Radiojournal, žila od září 1935 ve svém bubenečském bytě ve společné domácnosti s německým hercem Fritzem Klippelem a „po stránce mravní zachovalosti, politické a státoobčanské spolehlivosti“ u ní nebylo shledáno nic závadného. Později, v podání k říšskému kancléřství v Berlíně z roku 1942 uvedla, že začátkem roku 1935 vstoupila do Sudetoněmecké strany s členským číslem 320 759.

### Druhá republika a Protektorát
Její matka nechala 28. prosince 1938 v Eisenstadtu sepsat notářský záznam o původu své dcery, v němž prohlašuje, že jejím otcem nebyl manžel Simon Schell (židovského původu), ale důstojník 91. pěšího pluku v Českých Budějovicích Gustav Schmidt (árijského původu). Margarete pokračovala v práci pro pražské německé vysílání, které po okupaci přešlo pod říšskou správu jako Reichssender Böhmen Prag. Někdy v roce 1941 musela rozhlas opustit, údajně z rasových důvodů. V té době pokračovala v publikování krátkých povídek v tisku. Nejprve vycházely v českém překladu Luboše Elsnera v Českém slově a Hvězdě českých paní a dívek (pod počeštěným jménem Margareta Schellová), roku 1942 se její texty objevily i v německojazyčných denících. Zřejmě psala i kuchařské recepty, které se v téže době objevovaly ve Hvězdě pod značkou M. SCH.
Svůj osud se pokusila zvrátit žádostí k Německému zemskému soudu v Praze o určení rasového původu. Především na základě svědectví své matky se snažila prokázat, že má nemanželský árijský původ. Vyšetřování a opakované výslechy její matky trvaly rok a půl, soud si vyžádal několik znaleckých posudků a svědectví mnoha dalších osob. V říjnu 1942 soud její žádost zamítl jako neopodstatněnou. Odvolala se k Německému vrchnímu zemskému soudu v Praze a současně odeslala žádost o přezkoumání celé kauzy říšskému kancléřství v Berlíně. Odvolání bylo v lednu 1943 zamítnuto, kancléřství postoupilo její žádost k vyřízení úřadu Říšského protektora pro Čechy a Moravu v Praze. Výslechy, žádosti o znalecké posudky a hledání dalších svědků pokračovaly až do roku 1945. Úřadům se podařilo dohledat v Litoměřicích a v Münsteru dva muže jménem Schmidt, kteří v inkriminované době sloužili v Českých Budějovicích, ale ani jeden z nich se k otcovství neznal. Na podzim 1943 nastoupila jako scenáristka u společnosti Böhmisch-Mährische Schmalfilmgesselschaft m.b.H. v Praze, ale pracovní poměr z neznámých důvodů skončil již na konci května 1944. Od května 1944 externě spolupracovala s filmovou společností Aktualita jako překladatelka a korektorka německých textů. Přestože šetření ve věci jejího původu již nepřineslo žádné nové poznatky nebo důkazy, vydal 31. března 1945 pražský Sippenamt („rasový“ úřad) při Říšském ministerstvu vnitra rozhodnutí, že „Margarete Schell je německé nebo příbuzné krve“, i když nebylo možné identifikovat jejího biologického otce.

### Poválečné období

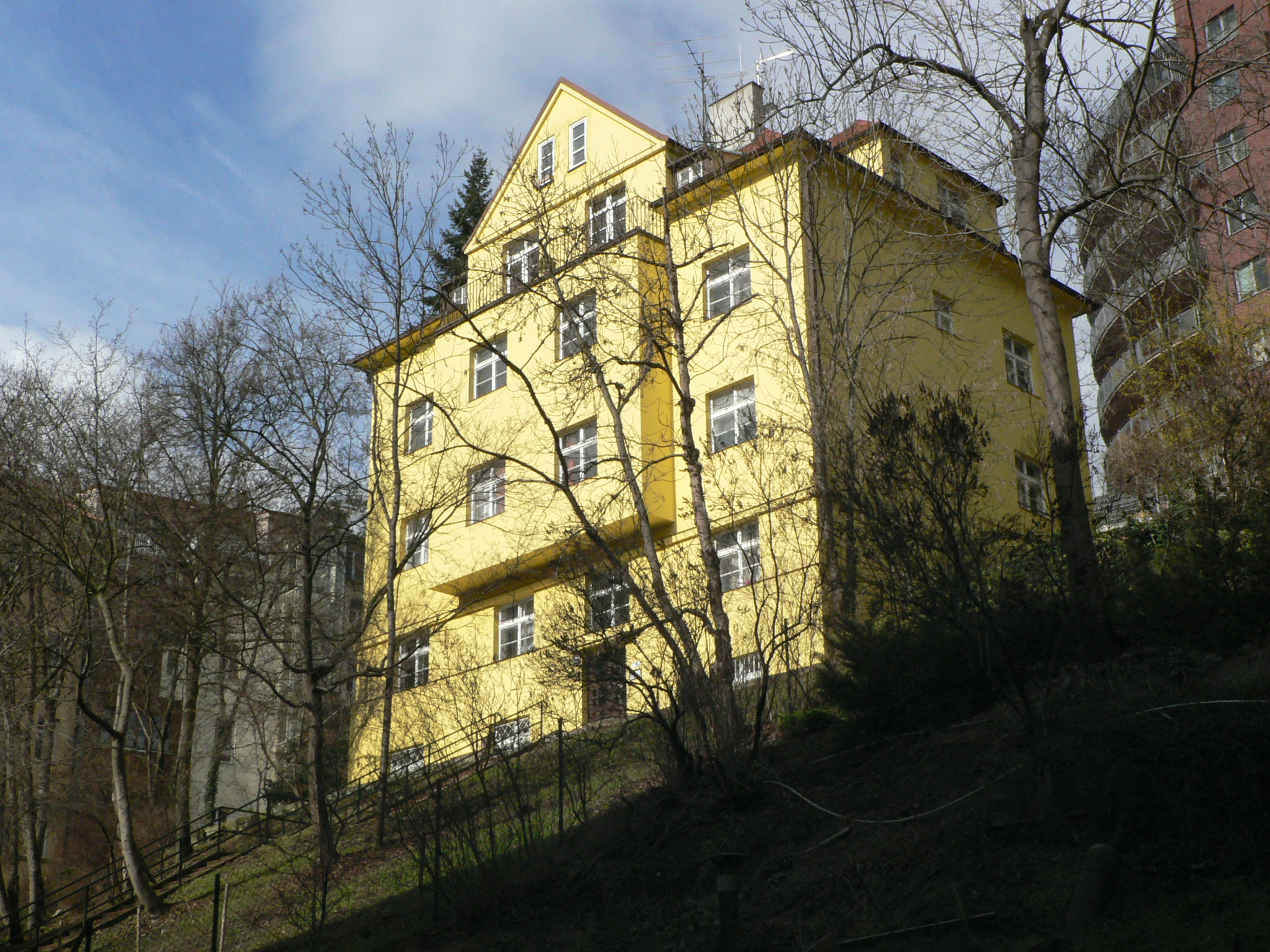
Dům Pod Zvonařkou 2317/1 na Vinohradech, kde Margarete Schell bydlela od roku 1939 a 9. 5. 1945 byla zatčena.
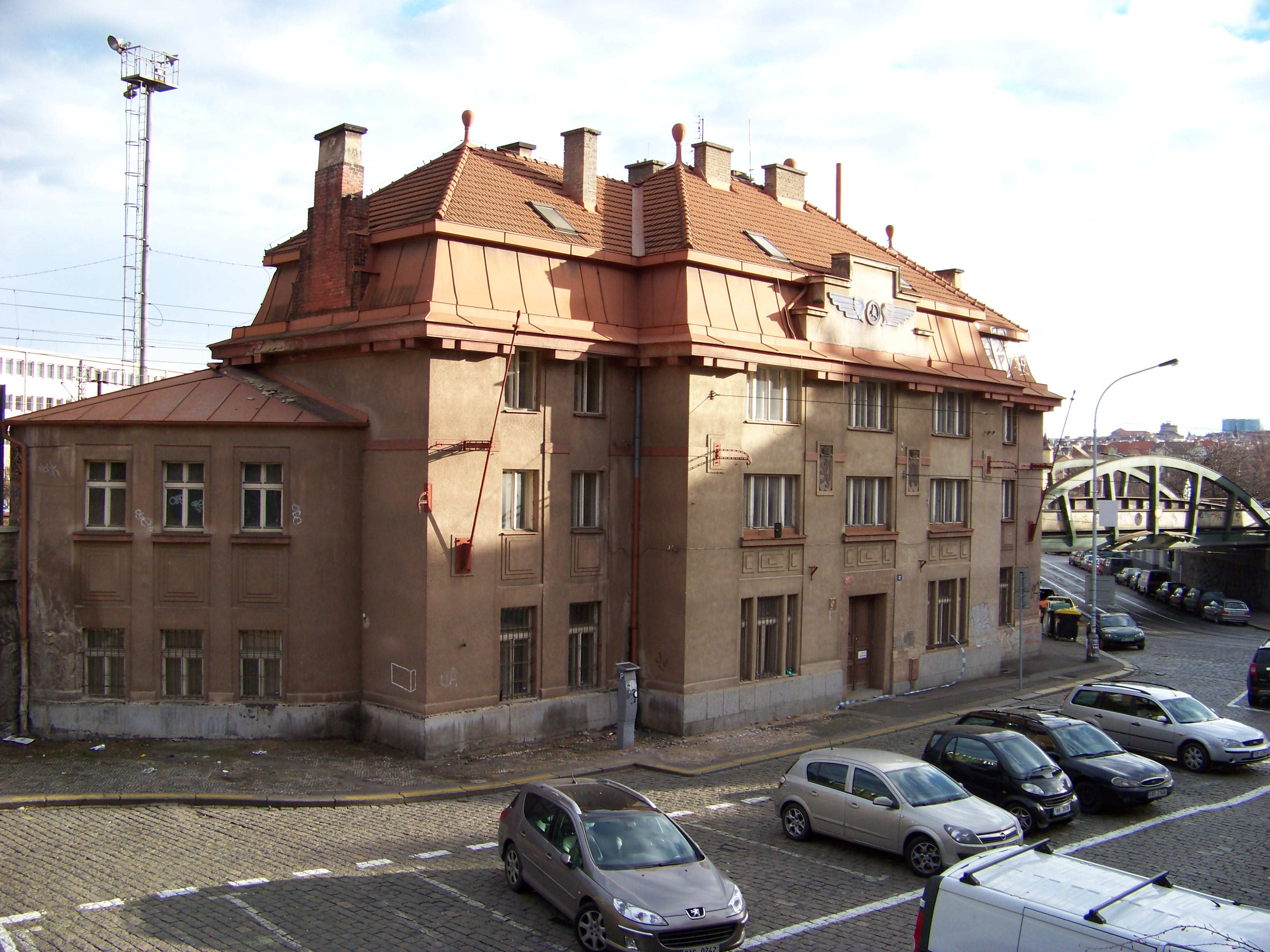
Dnešní podoba bývalé zastávky Královské Vinohrady.
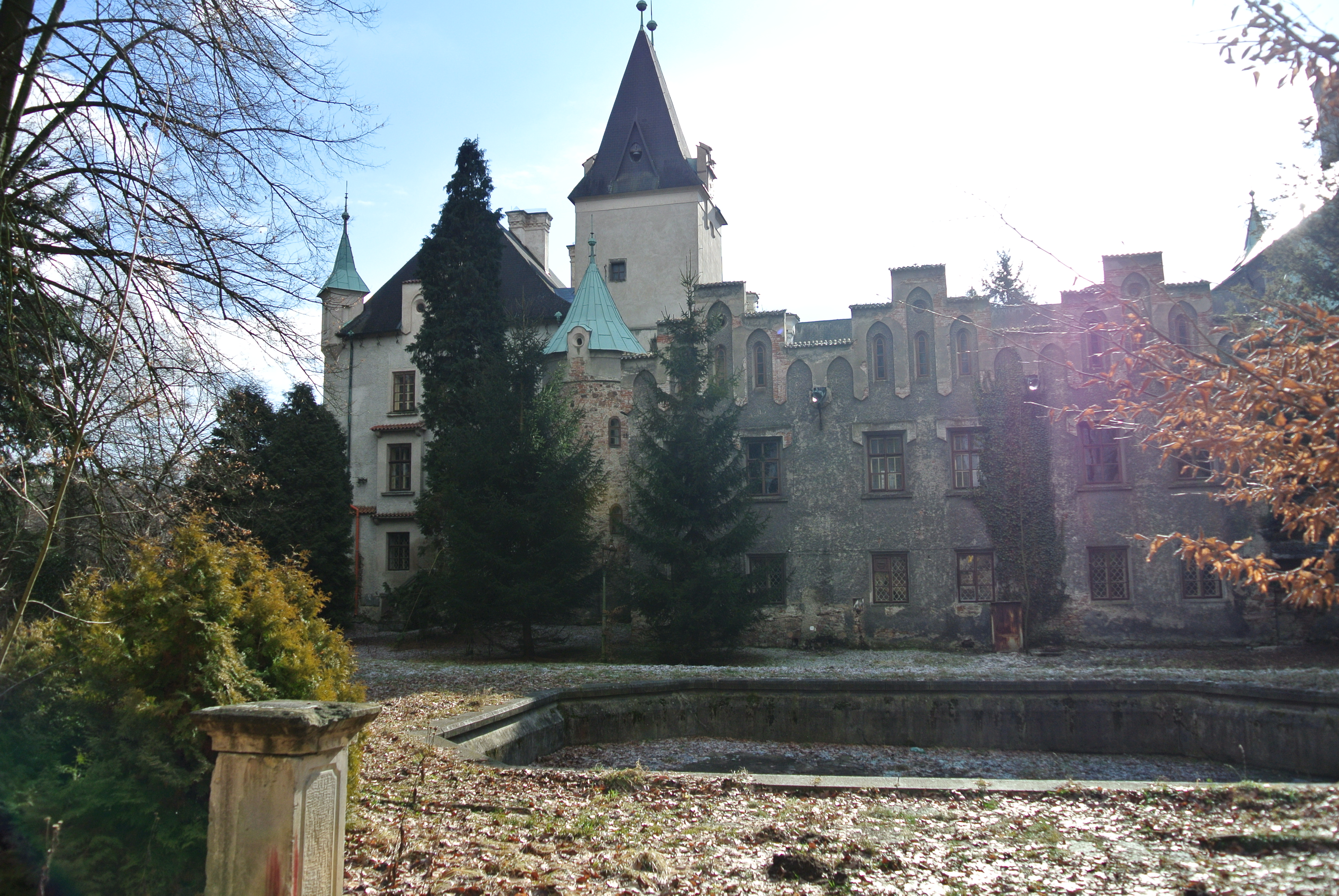
Dnešní podoba zámku Líšno s bazénem v parku.

Dne 9. května 1945 byla ve svém bytě zatčena pražskými povstalci a odvedena do budovy bývalé železniční zastávky Královské Vinohrady. Během prvních poválečných dnů vystřídala několik prozatímních internačních táborů, např. kino v paláci Valdek nebo německou obecnou školu v Moravské ulici 965/3. S ostatními internovanými byla nasazována na nucené práce při odklízení barikád, vyklízení různých prostor, vykládání vagonů na nádraží. Kvůli zdravotním potížím strávila několik dnů v lazaretu, později absolvovala ve velmi improvizovaných podmínkách tábora ORL operaci. Večer 25. července byla se skupinou dalších internovaných převedena do tábora č. 10 na Strahovském stadionu. Po třech dnech (v noci z 27. na 28. 7.) byla v rámci skupiny 73 lidí odvedena na vršovické nádraží, odkud bylo celkem 700 internovaných převezeno otevřenými nákladními vagony do tábora v Bystřici u Benešova. Zde panoval tvrdý táborový režim s ranními a večerními nástupy kvůli počítání internovaných, rozdělování práce, vykonání veřejných trestů apod. Během pobytu vystřídala celou řadu typů práce: úklidové a pomocné kuchyňské práce přímo v táboře, totéž v ubytovně dozorců tábora ve městě (dům U Jelena), zemědělské práce u sedláků v okolí atd. Asi nejklidnější krátké období znamenala práce na zámku Líšno, kde byla přechodně ubytována malá „západní“ jednotka čsl. armády (součást 12. tankové brigády). Pro internované byly vždy žádoucí práce mimo tábor, kde měli šanci získat od „zaměstnavatelů“ různá přilepšení ke špatné a chudé táborové stravě. Písemná komunikace s vnějším světem byla velmi omezená a cenzurovaná. Po celou dobu internace se proto snažila udržovat kontakt s rodinou a známými i nelegálními cestami s pomocí svých „zaměstnavatelů“, někdy i dozorců. Za jeden zachycený dopis v němčině podstoupila tělesný trest – 5 ran holí. Tresty tohoto druhu se udělovaly i za jiná provinění, ona sama absolvovala podobnou exekuci opakovaně, třeba za to, že neodpověděla dozorci. V září 1945 se nechala zapsat jako „Míšenec I. stupně“ do seznamu osob židovského a položidovského původu ve smyslu norimberských zákonů, který sestavili sami internovaní jako podklad pro žádost o diferencovaný přístup ze strany úřadů. Žádost ovšem byla v rozporu s dikcí Benešových dekretů, které dělily občany na základě obcovací řeči (národnosti) podle posledního sčítání lidu. Po zhruba sedmi měsících pobytu v Bystřici byla převezena do internačního tábora v Modřanech a jako náhradnice byla zařazena do transportu A, kterým odjela 8. 3. 1946 se skupinou většinou původně československých Němců přes Cheb do americké okupační zóny v Německu. V transportu se sešla se svou matkou a otčímem.
Během pobytu v lazaretu si začala vést deník a v psaní na pokoutně získané papíry a útržky pokračovala po celou dobu internace. V deníku líčí každodenní život internovaných, mnoho druhů nucených prací, nedostatečnou stravu a lékařskou péči, tělesné tresty i za drobná provinění, složité vztahy mezi internovanými, chování několika postupně se měnících garnitur dozorců, odlišný přístup různých „zaměstnavatelů“, obtížnost kontaktů s vnějším světem. V neposlední řadě píše i o svých osobních pocitech, klamných nadějích na brzké propuštění a mnoha zklamáních. Deník úspěšně ukrývala až do konce internace a podařilo se jí ho propašovat z tábora až do Německa. Zápisky končí 15. 3. 1946, kdy se po několikadenním pobytu v německém imigračním táboře celá rodina usadila v novém bydlišti poblíž Rýna. Později své záznamy zpracovala formou strojopisu. Obsahem i zpracováním jde o dílo srovnatelné se Solženicynovým Jedním dnem Ivana Děnisoviče, s knihami Karla Pecky nebo některými pracemi Arnošta Lustiga.

### Život v Německu
V Německu bylo její rodině přiděleno bydliště v obci Bauschheim (dnes součást města Rüsselsheim am Main) v Hesensku. Živila se sběrem a prodejem léčivých bylin a po čase se neúspěšně pokusila získat práci v mnichovském rozhlasu. V březnu 1947 se přestěhovala do Stuttgartu, kde nastoupila jako hlasatelka v Radiu Stuttgart (dnes SWR – Südwestrundfunk). V letech 1947–1952 účinkovala i v několika rozhlasových inscenacích Radia Stuttgart a Hessischer Rundfunk ve Frankfurtu. Případnou souvislost se stuttgartským působením jejího bývalého partnera Fritze Klippela nelze prokázat. S přestávkou na léčebný pobyt v jihošvýcarském sanatoriu Agra (květen 1953–říjen 1954) pracovala v rozhlasu do konce roku 1956, kdy ze zdravotních důvodů odešla předčasně do důchodu. V roce 2020 se v archivu stuttgartského rozhlasu podařilo najít historickou nahrávku s jejím hlasem v pořadu o české literatuře, natočeném 23. ledna 1957.
Roku 1957 vyšel její Deník jako samostatný doplňkový svazek edice Dokumentace vyhnání Němců z východní Střední Evropy, kterou vydávalo tehdejší Spolkové ministerstvo pro vyhnance, uprchlíky a poškozené válkou v Bonnu. Jeho vydání právě v této oficiální edici vyvolalo velmi ostrou negativní reakci mezi vyhnanci, kteří tvrdili, že Deník přikrašluje skutečnost inkriminovaného období ve prospěch Čechů a nepostihuje objektivně ani všechny krutosti, spáchané na Němcích, ani dobovou nenávistnou atmosféru. Sudetoněmecká rada dokonce ministerstvo vyzvala, aby byla kniha stažena z knihkupectví. Deník a jeho autorku tvrdě odsoudila i původně česká, exilová spisovatelka a publicistka Olga Barényi. Hlavní editor celé Dokumentace dr. Theodor Schieder situaci komentoval: „Mě jenom těší, že celou věc řídí jen menšina, která ovšem evidentně ví, jakými prostředky se vytváří psychický teror.“ Editor samotného Deníku dr. Johannes Booms ke kritice listu Vertriebenen-Anzeiger napsal: „Tenhle špinavý plátek docela hezky pokročil se svými stereotypními tirádami nenávisti a odplaty, není-liž pravda? Zdá se, že ve zmíněném ministerstvu mají přece jen pár souputníků.“ Jiné recenze jsou méně příkré a mimo jiné porovnávají toto dílo právě s románem Olgy Barényi Prager Totentanz. V Československu zůstalo vydání Deníku, pokud známo, bez zveřejněné odezvy. V Polsku reagoval především na nenávistné recenze velmi věcně historik Janusz Sobczak.
O dalším období jejího života je známo jen to, že zůstala svobodná a bezdětná a trvalé bydliště měla ve Stuttgartu. Zemřela 22. června 1969 v nemocnici v Emmendingen (Baden-Württemberg) na tuberkulózu. Podle sdělení magistrátu byla pochována na hřbitově Fangelsbachfriedhof ve Stuttgartu (odd. 10, ř. 15, č. 08), její hrob však byl v 80. letech 20. století zrušen a roku 1996 bylo místo využito pro jiný pohřeb.

## Dílo

### Deník
- Ein Tagebuch aus Prag 1945-46, Bonn 1957. Česky vyšel v překladu Michaely Škultéty jako Deník z Prahy 1945–1946 (Academia, Praha 2019).[43] V červnu 2021 vysílal Český rozhlas Plus Deník jako čtrnáctidílnou četbu na pokračování v pořadu Radiokniha.[44]

### Rozhlasové hry
- Das papierene Schloß (spoluautor Fritz Klippel), německé vysílání Praha II 26. 12. 1934 (datum vysílání).[14]
- Schwalbe inseriert, německé vysílání Praha II 21. 2. 1936[16][17] a 12. 11. 1938 (data vysílání).[45]
- Schule für Charme (spoluautorka Fritta Brod), německé vysílání Praha II 27. 2. 1938 (datum vysílání).[18][19]

### Povídky a fejetony v časopisech
Prager Presse (Praha 1935), Linzer Volksblatt (Linz 1936), České slovo (Praha 1941), Hvězda českých paní a dívek (Praha 1941–1942), Das kleine Blatt (Wien 1942), Gablonzer Tagblatt (Jablonec nad Nisou 1942), Mährisch-Schlesische Landeszeitung (Moravská Ostrava 1942), Kärntner Heimatblätter (příloha listu Kärtner Volkszeitung, Villach 1942), Sudetendeutsche Zeitung (München 1955).

### Divadelní role v Neues Deutsches Theater Praha – výběr
- Flucht (Escape), John Galsworthy, překlad: Leon Schalit, režie: Leopold Kramer, premiéra: 6. 2. 1927, role: Ein kleines Mädchen (první vystoupení);
- Toni, Gina Kaus, režie: Leopold Kramer, premiéra: 5. 3. 1927, role: Marie[6];
- Ein Sommernachtstraum (A Midsummer Night's Dream), William Shakespeare, režie: Max Liebl, premiéra: 22. 10. 1927, role: Erste Elfe;
- Der Biberpelz, Gerhart Hauptmann, režie: Max Liebl, premiéra: 10. 12. 1927, role: Adelheid[46];
- Stella, Johann Wolfgang von Goethe, režie: Robert Volkner, premiéra: 15. 12. 1927, role: Lucie[47];
- Viel Lärm um Nichts (Much Ado about Nothing), William Shakespeare, režie: Max Liebl, premiéra: 29. 2. 1928, role: Ursula[48];
- Frühlings-Erwachen, Frank Wedekind, režie: Max Liebl, premiéra: 8. 5. 1928 (zpočátku ve vedlejší roli), poprvé v hlavní roli: 16. 5. 1928, role: Wendla Bergmann[49][50];
- Leonce und Lena, Georg Büchner, režie: Max Liebl, premiéra: 7. 7. 1928, role: Prinzessin Lena vom Reiche Pipi[51];
- Und das Licht leuchtet in der Finsternis (И свет во тьме светит), Lev Nikolajevič Tolstoj, překlad: Ludwig und Dora Berndl, režie: Robert Volkner, premiéra: 3. 10. 1928, role: Lisa (Lisanjka)[52];
- Fröhliche Weihnachten (Svarta handsken), August Strindberg; režie: Max Liebl, premiéra: 12. 12. 1928, role: Der Weihnachtsengel;
- Lulu (Erdgeist – Büchse der Pandora), Frank Wedekind, úprava: Berliner Staatstheater, režie: Friedrich Hölzlin, premiéra: 24. 4. 1929, role: Kadidja di Santa Croce.[7]

### Divadelní role ve Vereinigte Stadttheater Nürnberg–Fürth – výběr
- Florian Geyer, Gerhart Hauptmann, režie: Ernst Ludwig Schön, premiéra: 31. 8. 1929, role: Marei, táborová děvka (alternace);
- Frühlings-Erwachen, Frank Wedekind, režie: Clemens Schubert, premiéra: 21. 9. 1929, role: Wendla Bergmann;
- Und Pippa tanzt!, Gerhart Hauptmann, režie: Clemens Schubert, premiéra: 15. 10. 1929, role: Pippa;
- Jedermann, Hugo von Hofmannsthal, režie: Clemens Schubert, premiéra: 1. 12. 1929, role: Mladá slečna;
- Weh' um Michael, Waldfried Burggraf, premiéra: 14. 12. 1929, režie: Clemens Schubert; role: Aramine;
- Die Sache, die sich Liebe nennt (This Thing Called Love), Edwin J. Burke, premiéra: 21. 12. 1929, režie: Hanns Hübner; role: Florence Bertrand;
- Liliom, Ferenc Molnár, režie: Ernst Ludwig Schön, premiéra: 8. 2. 1930, role: Luise;
- Napoleon greift ein, Walter Hasenclever, premiéra: 8. 3. 1930, režie: Clemens Schubert; role: Služebná;
- Der Bund der Jugend (De unges Forbund), Henrik Ibsen, režie: Ernst Ludwig Schön, premiéra: 14. 6. 1930, role: Thora;
- Komödie der Irrungen (The Comedy of Errors), William Shakespeare, překlad a režie: Clemens Schubert, premiéra: 12. 7. 1930, role: Julie;
- Sex Appeal, Frederick Lonsdale, režie: Clemens Schubert, překlad: Sil-Vara, premiéra: 27. 7. 1930, role: Kitty Lake.[53]

### Divadelní role v Stadttheater Gladbach-Rheydt – výběr
- Sturm im Wasserglas, Bruno Frank, premiéra 1. 10. 1930 (Gladbach), role: Lisa Quilling;
- Ein Sommernachtstraum (A Midsummer Night's Dream), William Shakespeare, premiéra 23. 10. 1930 (Rheydt), role: Hermia;
- Kater Lampe, Emil Rosenow, premiéra 18. 11. 1930 (Rheydt), role: Frau Ulbrich;
- Katharina Knie, Carl Zuckmayer, premiéra 22. 12. 1930 (Rheydt), role: Katharina;
- Roxy der Fratz, Barry Conners, premiéra 23. 3. 1931 (Gladbach), role: Roxy.[54]

### Divadelní role v Stadttheater Plauen – výběr
- Sturm im Wasserglas, Bruno Frank, režie: Robert Ludwig, premiéra: červen 1931, role: Lisa Quilling;
- Voruntersuchung, Max Alsberg, Otto Ernst Hesse, režie: Rolf Roenecke, premiéra: 10. 6. 1931, role: Gerda Bienert;
- Marguerite : 3, Fritz Schwiefert, režie: Robert Ludwig, premiéra: 8. 7. 1931, role: Die Dame;
- Die Journalisten, Gustav Freytag, režie: Robert Ludwig, premiéra: 30. 7. 1931, role: Ida;
- Hasenklein kann nichts dafür, Hans Mahner-Mons, režie: Robert Ludwig, premiéra: 25. 11. 1931, role: Trude Hasenklein;
- Zähmung der Widerspenstigen (The Taming of the Shrew), William Shakespeare, překlad: Hans Rothe, režie: Robert Ludwig, premiéra: 30. 12. 1931, role: Bianca;
- Der Urgötz (Götz von Berlichingen mit der eisernen Hand), Johann Wolfgang von Goethe, režie: Robert Ludwig, premiéra: 21. 3. 1932 (?), role: Marie, Götzova sestra;
- Alle Wege führen zur Liebe, Wilhelm Sterk, režie: Robert Ludwig, premiéra: 20. 7. 1932, role: Dagmar Askersund;
- Die Nacht zum 17. April, Ludwig Zilahy, režie: Hans Fiala, premiéra: 25. 1. 1933, role: Marietta.[55]

### Role v rozhlasových inscenacích – výběr
- Der Buchenhof, Adolf Wildner, režie Viktor Sordan, německé vysílání Praha I, 2. 9. 1934;
- Die Sach muß a Reiben kriegen, Hans Michal, režie Viktor Sordan, německé vysílání Praha I, 20. 10. 1934[56];
- Společný program německých vysílačů, německé vysílání Praha I, Brno, Moravská Ostrava, 28. 10. 1934;
- Blitzlicht auf Szene 13, Anna Maria Jokl, režie Viktor Sordan, německé vysílání Praha I, 3. 11. 1934;
- Das Salzburger große Welttheater, Hugo von Hofmannsthal, režie Viktor Sordan, německé vysílání Praha I, 25. 12. 1934;
- Jorinde und Joringel, Heinrich Sutermeister, dirigent: Heinrich Swoboda, německé vysílání Praha I, 25. 4. 1936;
- Muttertag, komponovaný pořad, německé vysílání Praha I, 9. 5. 1936;
- Das Märchen, Curt Götz, režie: Viktor Sordan, německé vysílání Praha I, 19. 7. 1936;
- Fiesco, Friedrich Schiller, režie Heinrich Fischer, německé vysílání Praha I, 8. 11. 1936;
- Der Zirkus sprechender Hunde, Verus, režie Viktor Sordan, německé vysílání Praha II, 15. 1. 1937;
- Sommerfrischler im Gebirge, Fritz Klippel, režie Viktor Sordan, německé vysílání Praha I, 20. 6. 1937;
- Zwei Eisen im Feuer (Hombre pobre todo es trazas), Pedro Calderón de la Barca, německé vysílání Praha, 24. 4. 1938.
- Vom Rhein zur Donau, hudební pořad, Reichssender Böhmen Melnik, 30. 6. 1939.[57]